# هيروكي كوباياشي (لاعب كرة قدم)
هيروكي كوباياشي (26 ديسمبر 1992 بأوكازاكي في اليابان - ) هو لاعب كرة قدم ياباني في مركز الهجوم. لعب مع تاكوما ديفنس وKitsap Pumas ‏.

## وصلات خارجية
- هيروكي كوباياشي (لاعب كرة قدم) على موقع قاعدة بيانات كرة القدم.إي يو (الإنجليزية)